# Opium : Journal d'une désintoxication
Opium, journal d'une désintoxication est un livre de Jean Cocteau de 1930, illustré par l'auteur.

## Journal d'une désintoxication
À la fin de l'année 1928, Jean Cocteau rentre à la clinique de Saint-Cloud, pour subir une cure de désintoxication. De ces années en cure naîtra Les Enfants terribles, œuvre majeure de l'auteur. Il y tient aussi un journal, dans lequel il écrit et dessine. Ce journal sera publié en 1930. 
Remarque : c'est en lisant Opium en 1937 que Jean Marais comprit mieux la dépendance de Cocteau et se jura de l'aider à s'en sortir.
Opium serait la première occurrence d’une allusion au sculpteur Giacometti dans la littérature française. 